# 통디 손토네베치트
통디 손토네베치트(라오어: ທອງດີ ສຸນທອນວຶຈິດ, 프랑스어: Thongdy Sounthonevichit, 1905년 - 1968년)는 라오스의 의사이다.

## 인생
그는 1905년 라오스에서 태어났으며 의사로 활동했다. 당시 라오스는 프랑스 지배하에 있었기 때문에 프랑스의 국가인 라 마르세예즈를 사용했다. 그는 라오스가 프랑스의 국가를 쓰는 것에 분노를 표했고 결국 라오스의 새로운 국가인 조국 라오스를 작사, 작곡한다.